# الأكاسيا
الأكاسيا اسم لمجموعة ضخمة من النباتات تنتمي إلى عائلة البازلاء والفاصوليا. تُسمَّى أحيانًا بالميموسس. تنمو الأكاسيا وتتكاثر في معظم الأقطار الدافئة؛ ويندر أن تنمو في المناطق الحارة الجافة بحجم يزيد عن حجم شجيرة. لكنها من الممكن أن تنمو وتصبح شجرة ضخمة الجذع في الأقاليم ذات المياه الوفيرة. ينمو نبات الأكاسيا بسرعة لكنه لا يعمِّر طويلاً. إنّ نَوَّار الوطل وهو نوع من الأكاسيا شعار لأستراليا، ويُستعمل كخلفيةٍ لشعار النبّالة.
ولمعظم الأكاسيا زهور صفراء فاقعة ذات رائحة زكيَّة، ولبعضها زهور بيضاء. تتجمع الزهور الصغيرة جدًا في بعض النباتات مكوِّنةً كرات كاملة. لبعض نباتات الأكاسيا أوراق مثل السرخس وللبعض الآخر ساق عريضة مسطحة تبدو كالأوراق وتقوم بعمل الأوراق ذاتها. يُنْبتُ بعض نبات الأكاسيا أشواكًا حادة، تسمّى في جنوب غرب الولايات المتحدة الأمريكية مخالب القط. وتُنْبِت شجرة مكسيكية تُدعَى بأكاسيا قرن الثور أشواكًا زوجية مثل قرون ثور القطيع. يَنبُت نحو 450 نوعًا من الأكاسيا بمناطق دافئة مختلفة من العالم.
لنبات الأكاسيا خشب ثقيل قوي وتُعطي زهوره مادة العطر. يُعطي لحاء بعض الأشجار الموجودة بأستراليا حمض التَنِّيك، ويُستعمل في صناعة الجلد. ويعطي البعض الآخر في أفريقيا صمغًا مفيدًا يُعرف بالصمغ العربي. تعطي أشجار الأكاسيا في الهند وجنوب شرقي آسيا مادة الكاتشو وهي مادة تُستعمل في صبْغِ الملابس.